# Fomento
Fomento è un comune di Cuba, situato nella provincia di Sancti Spíritus.